# Авиационная промышленность
Авиацио́нная промы́шленность — отрасль промышленности, в которой осуществляются разработка, производство, испытания, ремонт и утилизация авиационной техники.

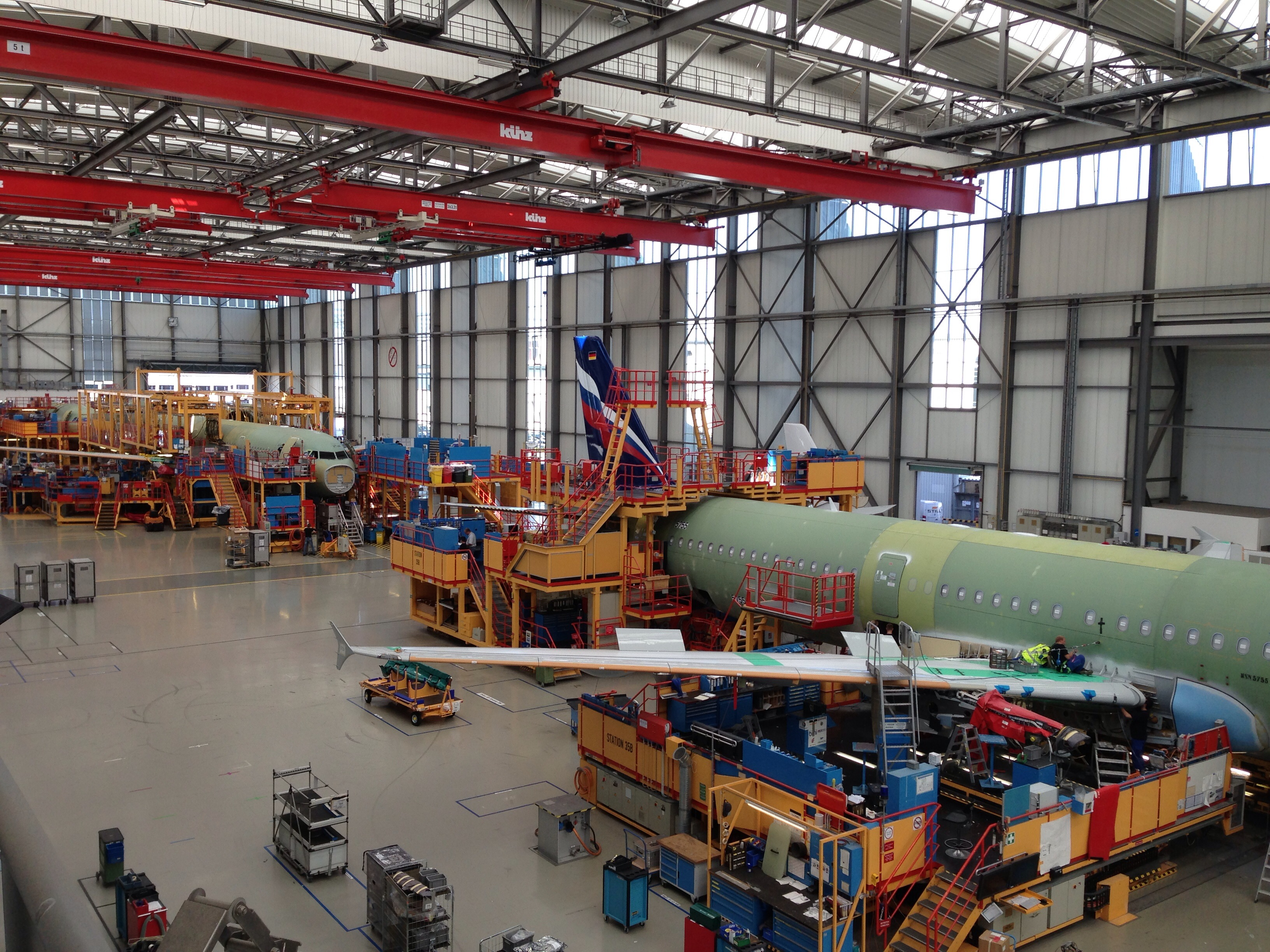
Сборка самолётов Airbus A321 на заводе компании Airbus в аэропорту Гамбург-Финкенвердер

## Общая характеристика
Самолётостроение является одной из наиболее прибыльных и в то же время наиболее капиталоёмких отраслей машиностроения.
Немногие страны мира, из числа наиболее развитых государств, обладают полным циклом (макротехнологии) создания авиационной техники — такую промышленность имеют 5—6 государств, обладающие высокими технологиями.
Производство крупных пассажирских самолётов освоено всего несколькими государствами, самые крупные из них — широкофюзеляжные самолёты — выпускают компании «Airbus» (ЕС) и «Boeing» (США); самолёты, рассчитанные на меньшее количество пассажиров, производятся в странах ЕС (компании «ATR» и «Saab AB»), в Канаде («Bombardier»), в Бразилии («Embraer»), в Иране («HESA»), в РФ (компании «Сухой», «Туполев» и «Ильюшин») и в Украине («Антонов»).
Предприятия авиационной промышленности размещены, как правило, в крупных промышленных центрах, где готовые изделия собираются на головных предприятиях из деталей и узлов, поставляемых сотнями (а иногда и тысячами) смежников. Главные факторы размещения производственных предприятий — удобство транспортных связей и наличие квалифицированной рабочей силы.
Подотрасли
- Самолётостроение
- Вертолётостроение (производство вертолётов)
- Дирижаблестроение (производство дирижаблей)

## Авиационная промышленность СССР и России

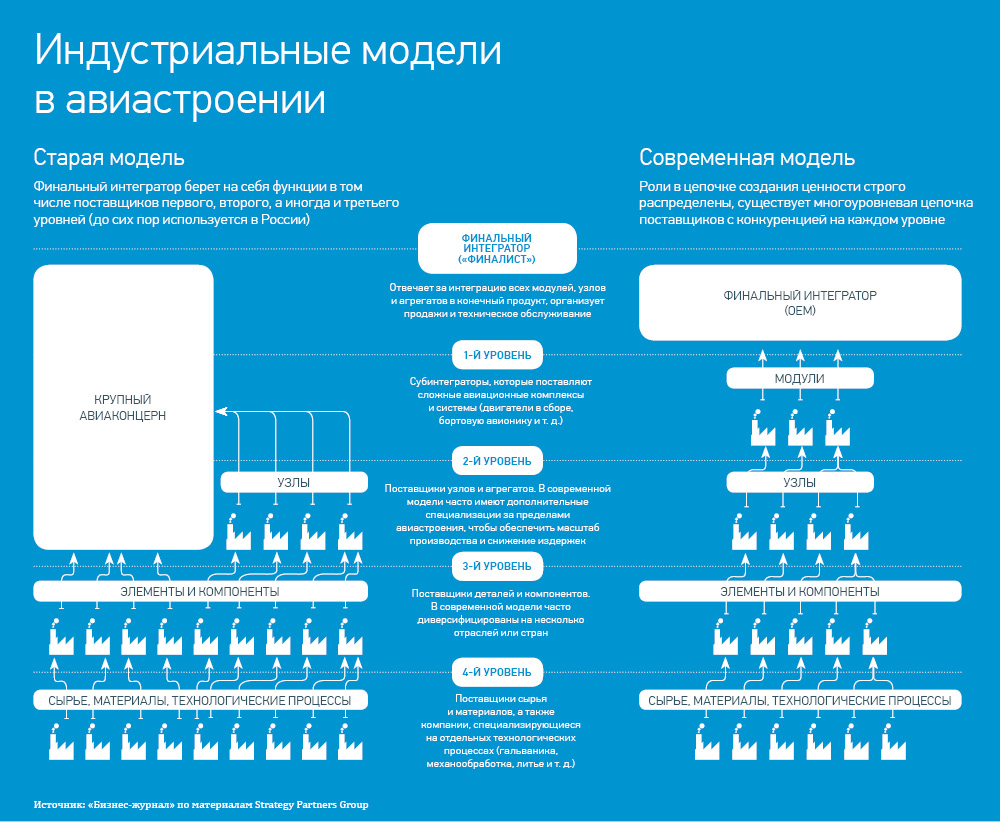

В СССР создание авиапромышленности было начато в годы довоенных пятилеток. Советские авиаконструкторы (Поликарпов, Туполев, Ильюшин, Лавочкин и другие) создали ряд оригинальных конструкций, некоторые из коих по своим техническим характеристикам не уступали и даже превосходили свои зарубежные аналоги. В годы Великой Отечественной войны советская авиапромышленность быстро развернула массовое производство множества новых самолётов, приборов и авиадвигателей. К концу войны выпуск самолётов в СССР достиг почти 40 тысяч в год.
В послевоенные годы было освоено производство реактивных самолётов и РЛС, затем вертолётов и сверхзвуковой реактивной авиации. Параллельно с производством боевых самолётов были созданы и изготавливались турбовинтовые и реактивные пассажирские самолёты.
В 1970-е — 1980-е годы работало несколько десятков авиастроительных и моторостроительных заводов, а также несколько сотен агрегатных и приборостроительных, изготавливавших так называемые «покупные изделия».
Проектирование почти всех видов российских самолётов осуществляет КБ Москвы и Подмосковья. Единственное исключение — КБ имени Бериева в Таганроге, где производятся самолёты-амфибии.

## Мировая авиационная промышленность
- Авиационная промышленность США
- Авиационная промышленность Великобритании
- Авиационная промышленность Франции (см. Промышленность Франции#Аэрокосмическая промышленность)
- Авиационная промышленность Германии (см. Промышленность Германии#Аэрокосмическая промышленность)
- Авиационная промышленность Украины
- Авиационная промышленность Израиля
- Авиационная промышленность Ирана
- Авиационная промышленность Италии (см. Промышленность Италии#Аэрокосмическая промышленность)
- Авиационная промышленность Канады (см. Bombardier Aerospace)
- Авиационная промышленность Бразилии (см. Embraer)
- Авиационная промышленность Китая
- Авиационная промышленность Японии (см. Промышленность Японии#Аэрокосмическая промышленность)

Мировая авиационная промышленность развивается очень быстро. Это можно объяснить тем, что данная отрасль машиностроения очень важна для военно-промышленного комплекса страны. Конечно же, каждая страна старается наращивать свою военную мощь, поэтому и вкладывает большое количество средств в эту отрасль.